# Lago di Burgas
Il lago di Burgas (in bulgaro Бургаско езеро?, Burgasko ezero), posizionato vicino al Mar Nero, a est della città di Burgas, è il più grande lago naturale della Bulgaria; ha un'area di 27,6 km², una lunghezza di 9,6 km e una larghezza compresa tra i 2,5 e i 5 km.

## Biologia
Le sue acque contengono poco sale (circa 4-11‰), quindi vi abitano molte specie di animali, incluse 23 di pesci, 60 di invertebrati e 254 di uccelli (di cui 61 sono minacciate in Bulgaria e 9 nel mondo intero).
In passato importante riserva per la produzione di pesci, il lago di Burgas perse molta della sua influenza economica dopo la costruzione di una fabbrica petrolchimica vicino alla città, ma negli ultimi anni le specie in esso presenti sono aumentate e l'inquinamento è diminuito.